# مجموعه استخوان‌های یهودیان

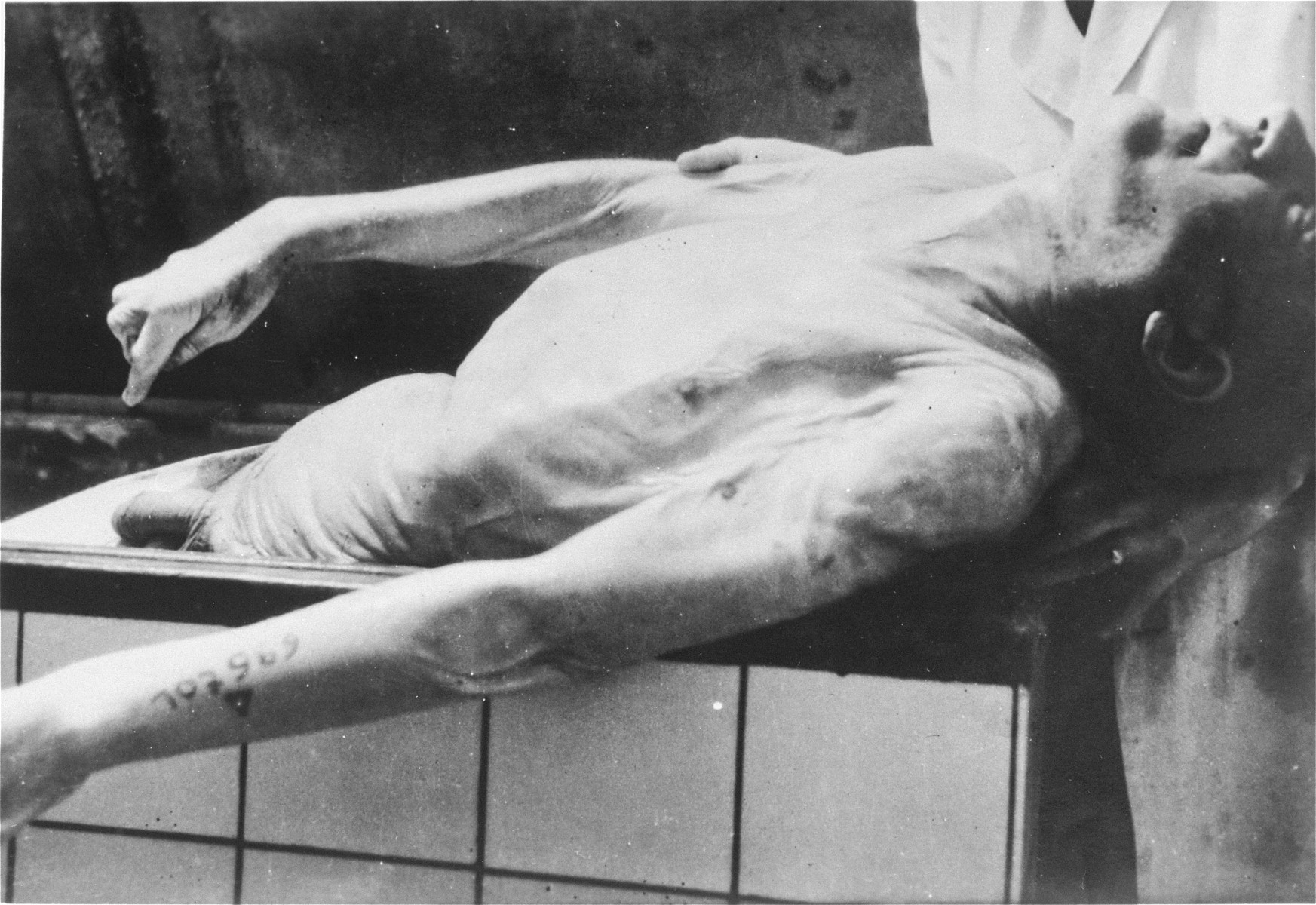
بدن مناخیم تافل، بخشی از مجموعه استخوان‌های یهودیان

مجموعه استخوان‌های یهودیان تلاشی از سوی نازی‌ها بود برای تشکیل نمایشگاهی انسان‌شناسانه به منظور نمایش آنچه به باور ایشان تفاوت میان دون‌پایگی «نژاد یهود» (Untermenschen) در مقایسه با اَبَرانسان بودن (Übermenschen) و بالاپایگی مردم آریایی و نژاد برتر خوانده می‌شد.

## معرفی
مجموعه استخوان‌های یهودیان شامل استخوان‌های یهودیانی بود که در جریان هولوکاست به اردوگاه آشویتس فرستاده شده بودند، و سپس پس از گزینش به اردوگاه کار اجباری ناتزوایلر-استروتهوف فرستاده شدند تا نه تنها برای مدتی به خوبی غذا بخورند، بلکه سپس با گاز سمی کشته شوند و اجسادشان به بخش آناتومی دانشگاه تازه‌تاسیس رایش در استراسبورگ در بخش آلزاس فرانسه منتقل شوند. بررسی‌های اولیه ای بر روی این اجساد انجام شد، اما با پیشروی جنگ، ادامه پروژه به بن‌بست خورد.
پشتیبان گردآوری این مجموعه رایشسفورر-اس‌اس، هاینریش هیملر، بود. مدیریت پروژه با آگوست هرت بود با کمک رودولف برانت و ولفرام زیفرس، رئیس کل آننربه، که مسئول جمع کردن و تهیه اجساد بودند.

## تاریخچه
در ۱۹۴۳، زندانیانی گزینش‌شده در آشویتس به ناتزوایلر-استروتهوف منتقل شدند. آن‌ها را دو هفته در بلوک ۱۳ در شرایطی خوب نگاه داشته و به ایشان تغذیه مناسب داه شد تا بتوانند نمونه‌های خوب با اندازهٔ مناسب باشند. کشتار ۸۶ تن از این زندانیان در اتاقی گاز در چند روز در اوت آن سال به گفته هرت «اعمال شد». اجساد ایشان شامل ۵۷ مرد و ۲۹ زن برای بررسی به استراسبورگ فرستاده شدند. ناتزوایلر-استروتهوف مکانی مناسب برای کشتار با گاز این زندانیان گزینش‌شده تشخیص داه شد چرا که افراد را می‌شد تک به تک کشت و جسدشان را سالمتر تحویل گرفت؛ بر خلاف آشویتس که در آن کشتار به شکل گروهی صورت می‌گرفت. یوزف کریمر، فرمانده ناتزوایلر-استروتهوف، بشخصه اقدام به تزریق گاز به اتاق‌ها و کشتن ۸۶ قربانی کرد.